# RoboCop versus The Terminator (jeu vidéo)
RoboCop versus The Terminator est un jeu vidéo d'action de type run and gun développé par Interplay Entertainment et Virgin Games, et édité sur Game Boy, Game Gear, Master System, Mega Drive et Super Nintendo en 1993. Il s'agit d'une adaptation de la bande-dessinée éponyme, RoboCop versus The Terminator.